# The Killing Kind
The Killing Kind – ósmy album studyjny amerykańskiej grupy muzycznej Overkill. Wydawnictwo ukazało się 5 marca 1996 roku nakładem wytwórni muzycznej Edel Records. Nagrania zostały zarejestrowane pomiędzy wrześniem a październikiem 1995 roku w Carriage House Studio w Stamford w stanie Connecticut w Stanach Zjednoczonych. Płyta dotarła do 60. miejsca niemieckiej listy sprzedaży Media Control Charts.

## Lista utworów
Opracowano na podstawie materiału źródłowego.
1. "Battle" – 4:31
2. "God-Like" – 4:11
3. "Certifiable" – 3:25
4. "Burn You Down/To Ashes" – 6:47
5. "Let Me Shut That for You" – 5:19
6. "Bold Face Pagan Stomp" – 5:42
7. "Feeding Frenzy" – 4:13
8. "The Cleansing" – 5:50
9. "The Mourning After/Private Bleeding" – 4:36
10. "Cold, Hard Fact" – 5:19

## Twórcy
Opracowano na podstawie materiału źródłowego.
| - D.D. Verni - gitara basowa - Bobby "Blitz" Ellsworth - wokal prowadzący - Joe Comeau - gitara, wokal wspierający - Sebastian Marino - gitara - Tim Mallare - perkusja | - Chris Tsangarides - miksowanie - Andy Katz - inżynieria dźwięku - John Montagnese - inżynieria dźwięku - Phil Magnotti - inżynieria dźwięku - Howie Weinberg - mastering |